# Спеціаліст (фільм)
Спеціаліст (англ. The Specialist) — американський бойовик 1994 року.

## Сюжет
Рей Квік, колишній експерт ЦРУ з вибухових речовин, живе у своєму особняку в Маямі. Одного разу йому надходить пропозиція від жінки Мей Мунро підірвати людей, які свого часу вбили її батьків. Рей не збирається використовувати свої професійні навички в мирному житті. Але щось зацікавлює його в чарівній Мей, і він починає дізнаватися про її життя більше. Зрештою, Рей погоджується допомогти жінці і вбиває кількох бандитів. Але тут з'ясовується, що одним із загиблих був Томас Леон — син місцевого боса мафії Джо Леона. А охоронцем Томаса був колишній товариш Рея по ЦРУ на ім'я Нед Трент. Бос вимагає, щоб Нед знайшов і знищив вбивцю його сина.

## У ролях
- Сільвестр Сталлоне — Рей Квік
- Шерон Стоун — Мей Мунро
- Джеймс Вудс — Нед Трент
- Род Стайгер — Джо Леон
- Ерік Робертс — Томас Леон
- Маріо Ернесто Санчес — Чарлі
- Серхіо Дорі молодший — Strongarm
- Чейз Рендольф — Стен Мунро, тато Мей
- Жанна Белл — Еліс Мунро, мама Мей
- Бріттані Пейдж Боак — маленька Мей